# Energizer Park
El Energizer Park, originalmente Centene Stadium, es un estadio de fútbol de la ciudad de San Luis, Misuri. Es el campo del St. Louis City SC, equipo de la Major League Soccer (MLS). El estadio tuvo su primer partido internacional el 16 de noviembre de 2022, cuando el equipo local se enfrentó al Bayer Leverkusen en un amistoso internacional.

## Historia

### Propuesta original
En febrero de 2016, la MLS comenzó la búsqueda de un sitio en el centro de la ciudad para albergar un estadio específico de fútbol. Una de las ubicaciones encuestadas había sido previamente destinada a un estadio para los St. Louis Rams antes de que el equipo de fútbol se mudara de regreso a Los Ángeles.
El 17 de febrero, se formó un grupo exploratorio de empresarios locales que se hacía llamar "MLS2STL" con el objetivo de traer una franquicia de la MLS a St. Louis. Entre sus miembros estaban el presidente de St. Louis Cardinals Bill DeWitt III, Presidente de UniGroup Jim Powers, el CEO de St. Louis Blues Chris Zimmerman, el propietario de Saint Louis FC Jim Kavanaugh y Dave Peacock, expresidente de Anheuser-Busch quien recientemente copresidió el grupo de trabajo del estadio de la NFL que no tuvo éxito.
El 18 de noviembre, se dio a conocer una propuesta para un estadio de $200 millones, que se construirá en 30 acres (12,1 ha) de terreno propiedad del Departamento de Transporte de Misuri. El terreno era el sitio de las rampas de salida de la Interestatal 64 que eran los restos de una Carretera Distribuidora Norte-Sur de 3.3 millas de largo que nunca se construyó. La propuesta incluía una solicitud de $80 millones en dinero público, sin contar posibles compras adicionales de terrenos. Al mismo tiempo, también se dio a conocer el posible grupo propietario completo, encabezado por Paul Edgerley, el ex director gerente de Bain Capital en Boston, e incluye a Peacock, Powers y Kavanaugh del grupo exploratorio original.

#### Oposición y votación fallida de financiación pública
El 19 de diciembre, el gobernador electo de Misuri Eric Greitens se pronunció en contra de cualquier financiamiento público para el proyecto, calificándolo de "nada más que bienestar para millonarios". Edgerley dijo que sin fondos públicos, sería "difícil conseguir" una franquicia de expansión en San Luis. Un posible grupo competidor, Foundry St. Louis, ofreció pagar la porción pública de $80 millones si se les permitía unirse a la oferta de SC STL para la expansión de la MLS. SC STL luego solicitó $40 millones en fondos estatales, pero Greitens reiteró su oposición a cualquier contribución pública del estado, ya sea créditos fiscales o subsidios directos.
El proyecto estuvo en peligro en enero de 2017 cuando la concejal Christine Ingrassia retiró la propuesta de someter a votación la contribución pública de $80 millones. Ingrassia dijo que SC STL estaba "pidiendo mucho más de lo que siento que podríamos apoyar aquí en la ciudad".
A fines de enero, la Junta de Concejales de San Luis revisó el proyecto de ley del estadio, esta vez con una contribución pública reducida a $60 millones. Fue aprobada el 3 de febrero, después del límite legal de 10 semanas antes de la votación pública, lo que requiere la aprobación de un juez para incluirla en la boleta electoral. Esa aprobación se produjo el 9 de febrero, cuando el juez del Tribunal de Circuito de San Luis, Michael Mullen, emitió un fallo que permitía a la junta electoral de la ciudad agregar dos medidas de financiación a la boleta electoral de la ciudad.
Con la contribución de la ciudad en camino a los votantes, SC STL solicitó formalmente una franquicia de la MLS el 31 de enero de 2017. La propuesta del estadio se sometió a votación pública en la boleta municipal general del 4 de abril de 2017, donde fue derrotada por 53 a 47 por ciento. Esta derrota se consideró potencialmente fatal para los esfuerzos de SC STL por llevar la MLS a San Luis. Sin embargo, hubo informes que indicaban que la oferta de San Luis por una franquicia de la MLS aún estaba activa.

### Propuesta renovada y construcción
El 9 de octubre de 2018, el grupo "MLS 4 The Lou" anunció una nueva propuesta para construir un estadio específico de fútbol en el mismo terreno junto a Union Station. El nuevo grupo propietario estaba dirigido por la familia Taylor, fundadores de Enterprise Holdings con sede en San Luis, y Jim Kavanaugh, director ejecutivo de World Wide Technology con sede en San Luis y propietario del Saint Louis FC de la USL Championship. Los miembros de la familia Taylor que forman el grupo harían que el equipo fuera mayoritariamente propiedad de mujeres, el primero en la liga y uno de los pocos grupos de propiedad mayoritariamente controlados por mujeres en todos los deportes profesionales. Dada la participación de Kavanaugh tanto en la oferta de la MLS como en el Saint Louis FC, muchas personas asumieron que el nuevo equipo de la MLS heredaría la identidad del Saint Louis FC, similar a otras expansiones recientes de la MLS. Sin embargo, el grupo propietario del equipo aclaró que ese no sería el caso.
A diferencia de propuestas anteriores, el grupo propietario no solicitó financiación pública para el estadio. El estadio sería financiado de forma privada y sería propiedad del equipo, y su mantenimiento se financiaría con un impuesto sobre las entradas y los artículos vendidos en el estadio. El grupo está en negociaciones para una reducción del 5% de "diversión" o impuesto de entradas que se cobra por la ciudad a los eventos deportivos, un arreglo similar a los acuerdos otorgados a otras franquicias deportivas profesionales de la ciudad.
La propuesta tuvo un amplio apoyo de los funcionarios públicos, incluido el gobernador de Misuri Mike Parson, el alcalde de San Luis Lyda Krewson y el exejecutivo del condado de San Luis Steve Stenger. La oferta cumplió con todos los criterios presentados por la MLS, incluido un respaldo financiero sólido, el apoyo del gobierno local, una sólida base de fanáticos del fútbol y un estadio específico para fútbol en el centro de la ciudad con acceso al transporte público.
El 18 de abril de 2019, la Junta de Gobernadores de la MLS aprobó una propuesta para expandirse a 30 equipos. A esto le siguió poco después el lanzamiento de nuevas representaciones de estadios. El 20 de agosto de 2019, la MLS anunció que había aprobado a San Luis como la franquicia N°28 de la liga y se esperaba que el equipo se uniera en la temporada 2023. La construcción en el sitio del estadio comenzó en febrero de 2020 con el cierre de las rampas de salida 39 y 38B de la I-64 que cruzaban el sitio.
El 15 de febrero de 2022, se anunció una asociación de quince años con Centene Corporation, y se cambió el nombre del estadio a Centene Stadium. El estadio debía abrir en septiembre de 2022 con dos partidos programados con St. Louis City SC 2, el equipo de desarrollo de St. Louis City, pero un corte de energía causado por un proyecto de construcción no relacionado obligó a trasladar los partidos y retrasar la apertura del estadio.
El 25 de octubre de 2022, St. Louis City SC anunció que el nombre se cambiaría a Citypark. Centene, que buscaba reducir costos, se retiró como patrocinador de los derechos de nombre ocho meses después de aceptar el trato. El club anunció que Centene se mantendría como patrocinador y que buscaría un nuevo patrocinador de nombre.
El estadio abrió el 16 de noviembre con un partido amistoso entre St. Louis City 2 y el Bayer Leverkusen de la Bundesliga. Los alemanes ganarían posteriormente por 3-0 ante los estadounidenses.

### Copa de Oro de la Concacaf 2023
En 2023, el estadio fue sede de varios recintos en la Copa de Oro de la Concacaf en 2023. En este se disputaron dos encuentros.
| Fecha               | Fase           | Equipo                 | Equipo                            | Resultado | Equipo                       | Equipo            | Espectadores |
| ------------------- | -------------- | ---------------------- | --------------------------------- | --------- | ---------------------------- | ----------------- | ------------ |
| 28 de junio de 2023 | Fase de grupos | Jamaica                | Bandera de Jamaica                | 4:1       | Bandera de Trinidad y Tobago | Trinidad y Tobago | 21 216       |
| 28 de junio de 2023 | Fase de grupos | San Cristóbal y Nieves | Bandera de San Cristobal y Nieves | 0:6       | Bandera de Estados Unidos    | Estados Unidos    | 21 216       |

### Copa de Oro de la Concacaf 2025
| Fecha              | Fase        | Equipo         | Equipo                    | Resultado | Equipo               | Equipo    | Espectadores |
| ------------------ | ----------- | -------------- | ------------------------- | --------- | -------------------- | --------- | ------------ |
| 2 de julio de 2025 | Semifinales | Estados Unidos | Bandera de Estados Unidos | 2:1       | Bandera de Guatemala | Guatemala | 22 423       |

### Nuevo nombre
El 31 de octubre de 2024, el club anunció que Citypark pasará a llamarse Energizer Park a partir de 2025. Energizer, una empresa con sede en San Luis que fabrica baterías, firmó un acuerdo de derechos de denominación por una tarifa y un período de tiempo no revelados. Junto con los derechos de denominación, el club anunció una nueva sección de asientos prémium en el estadio, presentada por Energizer para brindar una "experiencia inmersiva para los fanáticos".

## Diseño
El estadio cuenta con una cancha de césped de 40 pies (12,2 m) por debajo del nivel de la calle, rodeada por dos niveles de asientos con un total de 22 500 asientos (con la posibilidad de agregar 2500 adicionales), rematado con un toldo de plástico transparente para protegerse del clima mientras manteniendo el ruido de la multitud y evitando las sombras perturbadoras en el campo. El estadio parece estar diseñado pensando en maximizar el ruido de la multitud. Cada asiento estará a 120 pies (36,6 m) del campo, el más cercano de todos los estadios de la Major League Soccer.
El estadio contiene una sección para aficionados con espacio para más de 3000 espectadores de pie, tres gradas de capo, 257 pies (78,3 m) de aparejo integrado de largo, una plataforma de tambores para el cuerpo de tambores durante los partidos y una barra dedicada a los aficionados.